# دوست مرده من زوئی
دوست مرده من زوئی (به انگلیسی: My Dead Friend Zoe) یک فیلم جنگی کمدی درام آمریکایی محصول سال ۲۰۲۴ به کارگردانی کایل هاسمن-استوکس با بازی سنیکا مارتین-گرین، ناتالی مورالس، گلوریا روبن، اوتکارش آمبودکار، مورگان فریمن، و اد هریس است. فیلمنامه با الهام از یک داستان واقعی، یک کهنه سرباز ارتش ایالات متحده در افغانستان - به لطف حضور بهترین دوستش از ارتش - با پدربزرگ کهنه سرباز ویتنام و مشاورش درگیر است.
این فیلم در ۹ مارس ۲۰۲۴ در جنوب از جنوب غربی به نمایش درآمد و در ۲۸ فوریه ۲۰۲۵ در ایالات متحده اکران شد.

## داستان
مریت، یک کهنه‌سرباز زن از جنگ افغانستان، پس از بازگشت به آمریکا، با مشکلات روحی ناشی از جنگ دست‌وپنجه نرم می‌کند. او که هنوز درگیر خاطرات و ارتباطی مرموز با دوست صمیمی و ازدست‌رفته‌اش در ارتش است، تصمیم می‌گیرد به خانهٔ قدیمی خانوادگی‌شان در کنار دریاچه پناه ببرد. اما در آنجا با پدربزرگش، دیل، که خود کهنه‌سربازی از جنگ ویتنام است، روبه‌رو می‌شود.
دیل، مردی سخت‌گیر و پر از خاطرات تلخ جنگ، در ابتدا با مریت دچار تنش و اختلاف می‌شود. اما به مرور، هر دو درمی‌یابند که زخم‌هایشان شباهت زیادی به هم دارند. در این میان، دکتر کول، روان‌شناسی کهنه‌کار، تلاش می‌کند تا به مریت در کنار آمدن با گذشته‌اش کمک کند. در گروه‌درمانی، دیگر کهنه‌سربازان نیز داستان‌های تلخ خود را بازگو می‌کنند و به مریت در یافتن آرامش و کنار آمدن با خاطرات جنگ یاری می‌رسانند.

## بازخوردها
- در وب‌سایت جمع‌آوری نقد راتن تومیتوز از رای ۶۵ نقد منتقد، با میانگین امتیاز ۷٫۷ از ۱۰ مثبت است.
- در متاکریتیک، که از میانگین وزنی استفاده می‌کند، بر اساس رای ۱۵ منتقد، امتیاز ۷۸ از ۱۰۰ را به فیلم اختصاص داد که نشان دهنده نقدهای «به طور کلی مطلوب» است.